# Galaxie naine du Verseau 2
 (mai 2016).
Si vous disposez d'ouvrages ou d'articles de référence ou si vous connaissez des sites web de qualité traitant du thème abordé ici, merci de compléter l'article en donnant les références utiles à sa vérifiabilité et en les liant à la section « Notes et références ».
Verseau 2 est une galaxie naine sphéroïdale du Groupe local situé à 108 kiloparsecs de la Terre dans la constellation du Verseau. Elle fut découverte en  2016. Elle est une des galaxies satellites de la Voie lactée et a un rayon d'environ 320 parsecs.